# Landmarks Preservation Commission
De Landmarks Preservation Commission is de organisatie van de Amerikaanse stad New York die monumenten benoemt en beschermt. Het is de grootste lokale erfgoedorganisatie van de Verenigde Staten en is in handen van de overheid van de stad. In totaal bevinden zich in New York ruim 33.000 objecten die door de organisatie worden beschermd. Het merendeel van die objecten bevindt zich in de circa 115 door de Landmarks Preservation Commission benoemde historic districts. De overige objecten zijn individuele monumenten (circa 1350), interieurs (circa 120) en overige bezienswaardige elementen (10).
Een gebouw kan een New York City Landmark worden als het ouder dan 30 jaar is en als het na publieke lezingen en een beoordeling van de City Council door de commissie daartoe wordt benoemd. De monumenten worden beoordeeld op esthetisch, architecturaal, cultureel en historisch belang. Beschermde elementen van de monumenten mogen enkel gewijzigd worden na goedkeuring van de commissie.

## Geschiedenis
De Landmarks Preservation Commission werd opgericht in 1965 met als doel bezienswaardigheden en historische wijken te bepalen en te beschermen. De wet die de oprichting van de organisatie inhield werd ondertekend door burgemeester Robert F. Wagner. De oprichting was een reactie op het grote aantal gebouwen dat na de Tweede Wereldoorlog werd gebouwd en op de sloop van waardevolle gebouwen zoals het Pennsylvania Station. In 1973 werd de wet uitgebreid, zodat het ook mogelijk werd om interieurs van gebouwen die voor het publiek waren geopend en andere bezienswaardige elementen op de grond van de gemeente te benoemen tot monument.

## Organisatie
De commissie bestaat uit één betaalde voorzitter en tien onbetaalde leden. Zij worden ondersteund door ongeveer 80 betaalde werknemers, waaronder onderzoekers, architecten en archeologen. De voorzitter en de overige leden hebben termijnen van drie jaar en worden door de burgemeester benoemd. Om de commissie gevarieerd te houden moet zij minstens uit drie architecten, één historicus, één planoloog of landschapsarchitect en één vastgoedmakelaar of -ontwikkelaar bestaan. Eveneens moeten alle vijf de boroughs vertegenwoordigd zijn in de commissie.